# Greben
 Ovo je glavno značenje pojma Greben. Za druga značenja pogledajte Greben (razdvojba).
Morski greben ime je za oblik (kamena, pijeska, žala, koralja ili nečeg drugog) koji se nalazi na manje od 80 metara od morske površine. Mnogi grebeni nastaju odlaganjem materijala ili nanosom plime, valova i drugih strujanja u moru. Neki grebeni nastali su rastapanjem (erozijom), vulkanskom aktivnošću, tektonskim promjenama, nanosom iz rijeka. Grebeni mogu nastati biološkim putem, rastom koralja ili naslaga calcijskih algi, cijano bakterija i drugih živih organizama. Postoje i umjetni grebeni koji su nastali planirano ljudskim radom, odlaganjem otpada ili nenamjerno nesreće, posljedica ratnog djelovanja.

## Biološki greben
Greben ili sika je biološka struktura koja se sastoji od ostataka koralja, algi i ostalih organizama s vapnenačkom ljušturom ili unutrašnjom strukturom, a nastaju unutar 30° zemljopisne širine od ekvatora u toplim, plitkim, sunčanim morima koja nemaju mnogo raspršenog sedimenta. Izdižu se iznad okolnog morskog dna. Postoje tri tipa grebena.
1. Obrubni grebeni su plosnati grebeni pričvršćeni direktno uz obalu.
2. Barijerni grebeni protežu se usporedno s obalom od koje su odvojeni širokom, dubokom lagunom. Vode u laguni su relativno mirne jer ih greben štiti od udara valova. Najveći današnji greben je upravo barijerni: Veliki koraljni greben koji se nalazi na istočnoj obali Australije, dug 3 000 km, širok oko 300 km, a visok 200 m.
3. Atoli su cirkularni grebeni s lagunom, a okruženi su dubokom vodom.

Ova tri tipa grebena međusobno su povezana. Naime, obrubni greben se javlja oko vulkanskog otoka. Otok počinje tonuti, ali ne i greben koji se izdiže djelovanjem organizama koji ga grade. Polako prelazi u barijerni greben, a ovaj, nakon što otok u potpunosti potone, u atol.
U paleozoiku najznačajniji grebenotvorci bile su vapnenačke alge i stromatoporoidi. Koralji postaju dominantni grebenotvorci tek u mezozoiku i kenozoiku.
Jedna od definicija bila bi: stjenoviti ostatak abrazijom razorenog otočića ili stijenskog bloka u razini, ispod ili iznad (za oseke) morske razine. U Hrvatskoj ih je 78.

## Definicija
Greben je manja nadmorska tvorba koja je povremeno razine mora, po čemu se razlikuje od hridi. Premda međunarodnoj konvenciji hrid se razlikuje od otoka po tome što je "gola stijena, kamen, onaj prirodni materijal, od kojeg je sačinjeno čvrsto morsko dno".:str. 2. U hrvatskom dijelu Jadrana je 79 otoka (> 1.000.000 m²), 520 otočića (> 10.000 m²), 227 malih otočića, 398 hridi i 78 grebena.:str. 3. Svi hrvatski izvori nisu bilježili grebene, barem ne razdvojeno.

## Vanjske poveznice
|  | Zajednički poslužitelj ima još gradiva o temi Greben |